# Bruno de Barros
Bruno de Barros (ur. 7 stycznia 1987) – brazylijski lekkoatleta specjalizujący się w biegach sprinterskich.
W 2006 był szósty na mistrzostwach Ameryki Południowej w biegu na 200 metrów, a w 2008 zdobył indywidualnie złoto (bieg na 200 metrów) i srebro (bieg na 100 metrów) oraz złoto w sztafecie 4 × 100 metrów, podczas młodzieżowych mistrzostw Ameryki Południowej. Podczas igrzysk olimpijskich w Pekinie (2008) był członkiem brazylijskiej sztafety 4 × 100 metrów, która z czasem 38,24 zajęła w finale czwarte miejsce. Od 15 czerwca 2009 do 14 czerwca 2011 był zdyskwalifikowany za stosowanie EPO (stracił między innymi brązowy medal mistrzostw Ameryki Południowej oraz srebro igrzysk luzofonii). W 2011 zajął szóste miejsce w biegu na 200 metrów podczas mistrzostw świata, a na igrzyskach panamerykańskich zdobył brązowy medal na tym dystansie oraz złoto w sztafecie 4 × 100 metrów. W 2012 dotarł do półfinału biegu na 200 metrów podczas igrzysk olimpijskich w Londynie. Wszedł także w skład brazylijskiej sztafety 4 × 100 metrów, której nie udało się awansować do biegu finałowego. W 2013 zdobył srebro mistrzostw Ameryki Południowej na dystansie 200 metrów. Cztery lata później sięgnął po złoto i dwa srebra południowoamerykańskiego czempionatu. 
Stawał na podium mistrzostw Brazylii.
Rekordy życiowe: bieg na 100 metrów – 10,16 (21 marca 2009, São Paulo); bieg na 200 metrów – 20,16 (7 sierpnia 2011, São Paulo).